# Santissimo Nome di Maria al Foro Traiano
Santissimo Nome di Maria al Foro Traiano ou Igreja do Santíssimo Nome de Maria no Fórum de Trajano (em latim: Ss. Nominis Mariae ad forum Traiani) é uma igreja titular de Roma, Itália, dedicada ao Santo Nome de Maria e localizada em frente à Coluna de Trajano, a uns poucos passos de outra igreja com uma cúpula similar, mas externamente menos conservadora, Santa Maria di Loreto. Apesar do nome, ela não deve ser confundida com a igreja Santissimo Nome di Maria a Via Latina, no sudeste de Roma.
A festa do "Santo Nome de Maria" foi instituída pelo papa Inocêncio XI depois da vitória dos exércitos austro–poloneses sob o comando de João III Sobieski sobre o turcos otomanos na Batalha de Viena em 1683. O abade Giuseppe Bianchi instituiu a devoção ao Santíssimo Nome de Maria em 1685 em Santo Stefano del Cacco e, logo depois, fundou a Congregação do Santíssimo Nome de Maria, que foi formalmente aprovada em 1688.
O cardeal-diácono protetor da diaconia do Santíssimo Nome de Maria no Foro Traiano é Darío Castrillón Hoyos.

## História
Em 1694, a congregação se mudou para San Bernardo a Colonna Traiani, mas, no ano seguinte, percebendo que era necessário construir uma nova igreja, comprou um terreno vizinho e encomendou a construção do edifício ao francês Antoine Derizet (1736–1741). Em 1741, o ícone de Maria foi transferido para a nova igreja e, em 1748, San Bernardo foi demolida. Uma vez por ano, ele é levado em procissão do local da antiga igreja até o seu local de abrigo atual, o altar-mor de Santissimo Nome di Maria.
O interior é elíptico e há sete pequenas capelas à volta, decoradas em mármore multicolorido.

## Galeria

Imagens da igreja
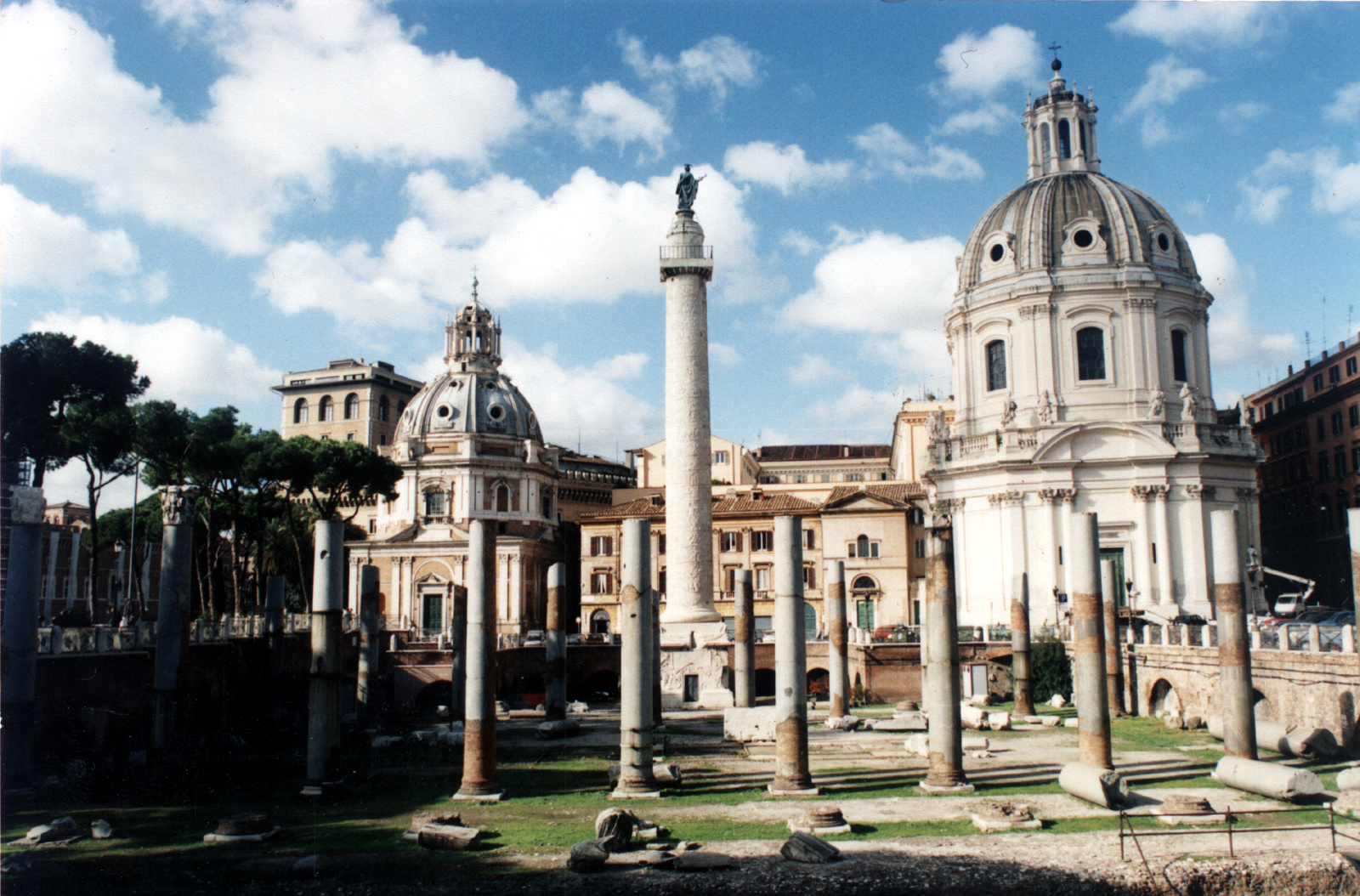
O Fórum de Trajano e as igrejas gêmeas, Santissimo Nome di Maria al Foro Traiano (dir.) e Santa Maria di Loreto (esq.).
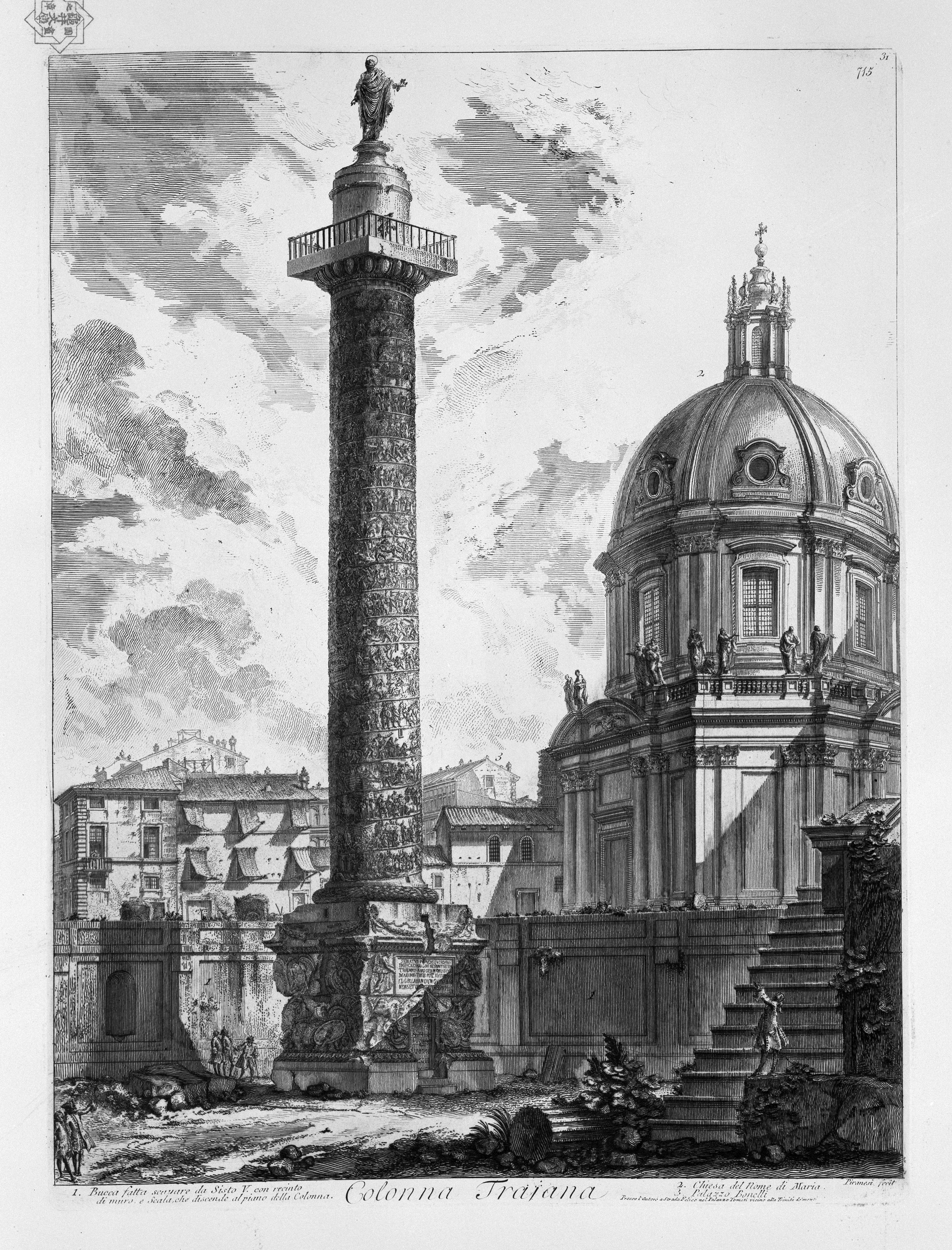
Gravura de Piranesi (séc. XVIII), com a Coluna de Trajano.
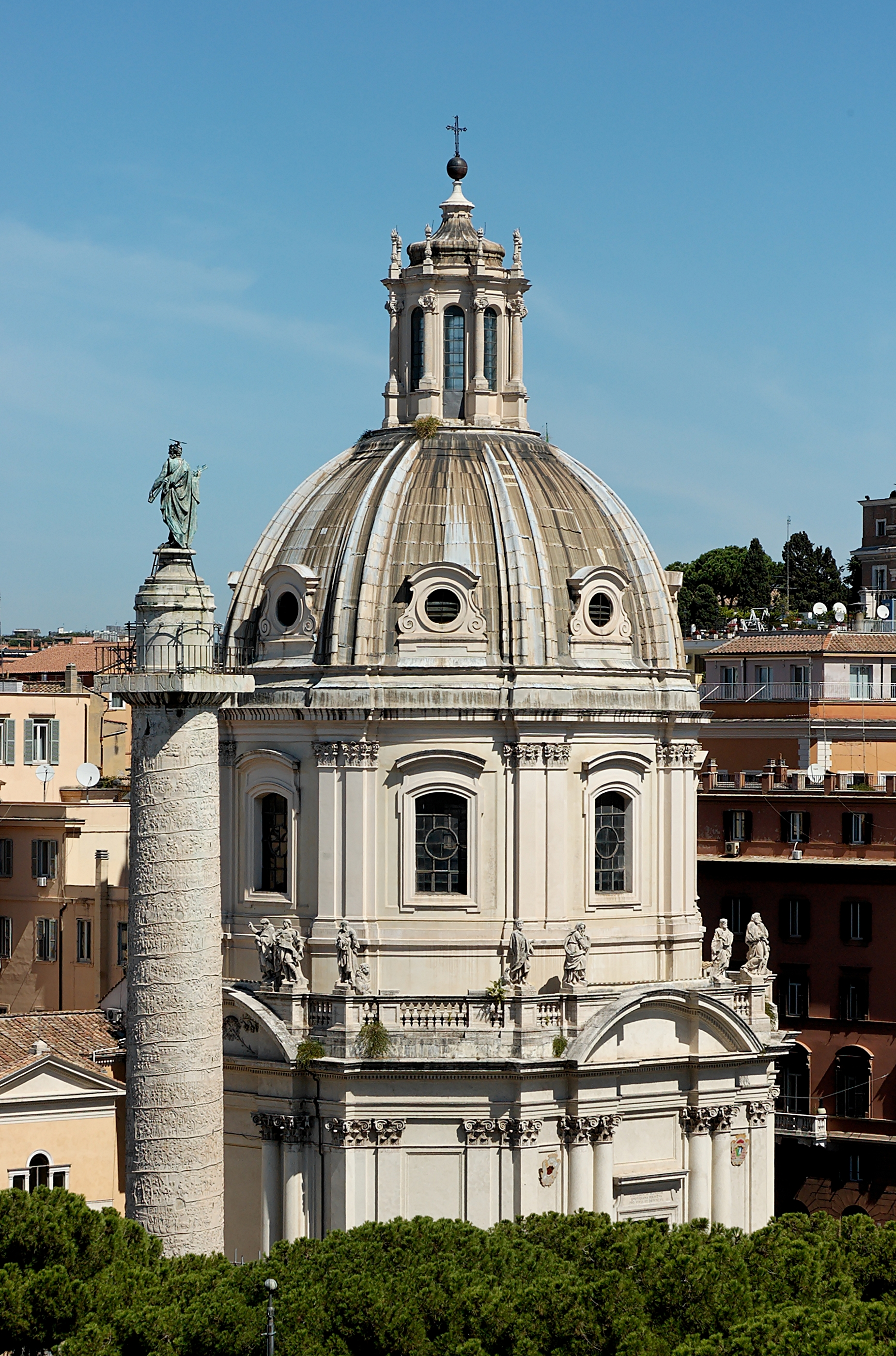
A grande cúpula vista do Monumento a Vítor Emanuel II da Itália
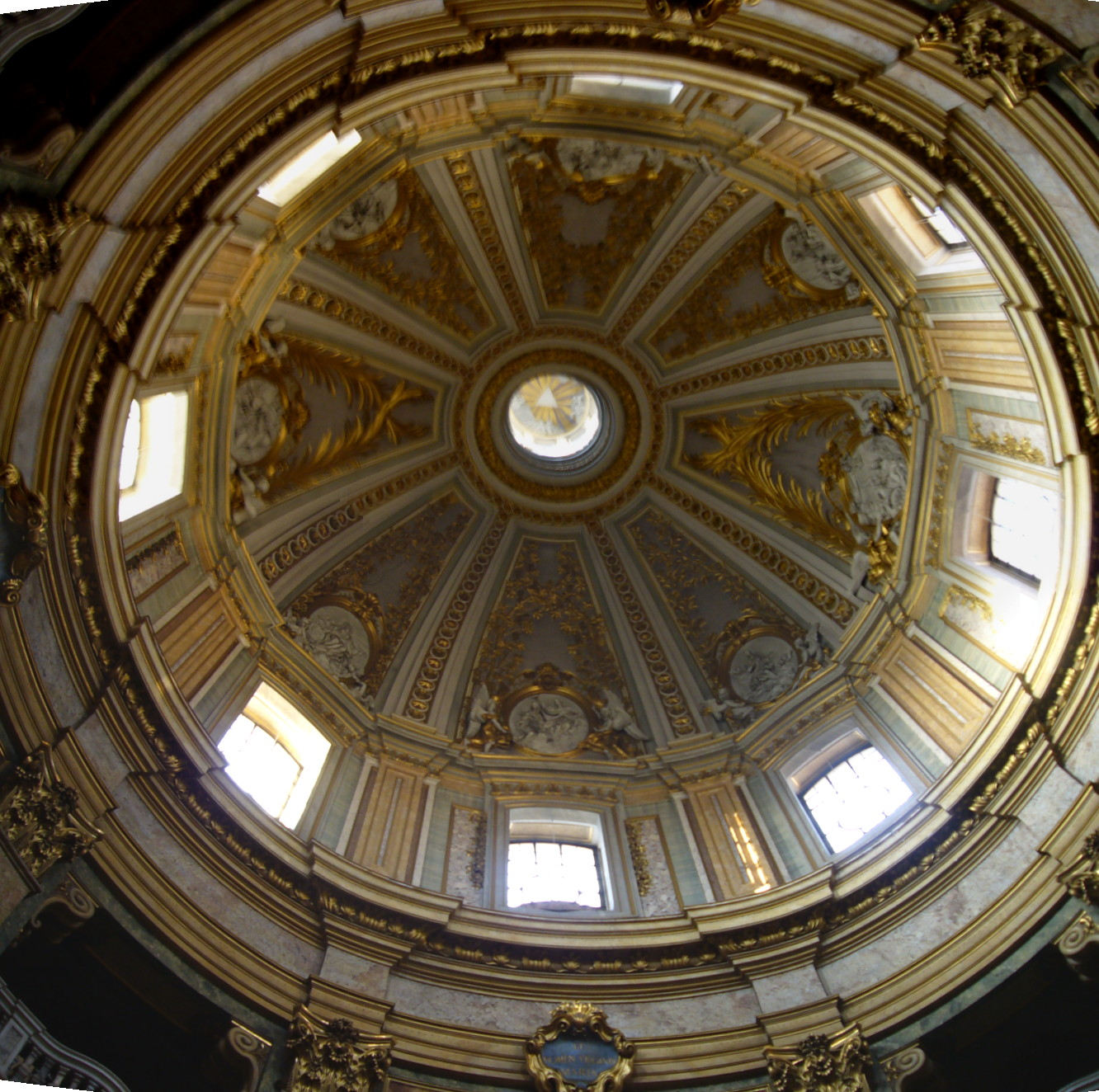
Interior da cúpula.
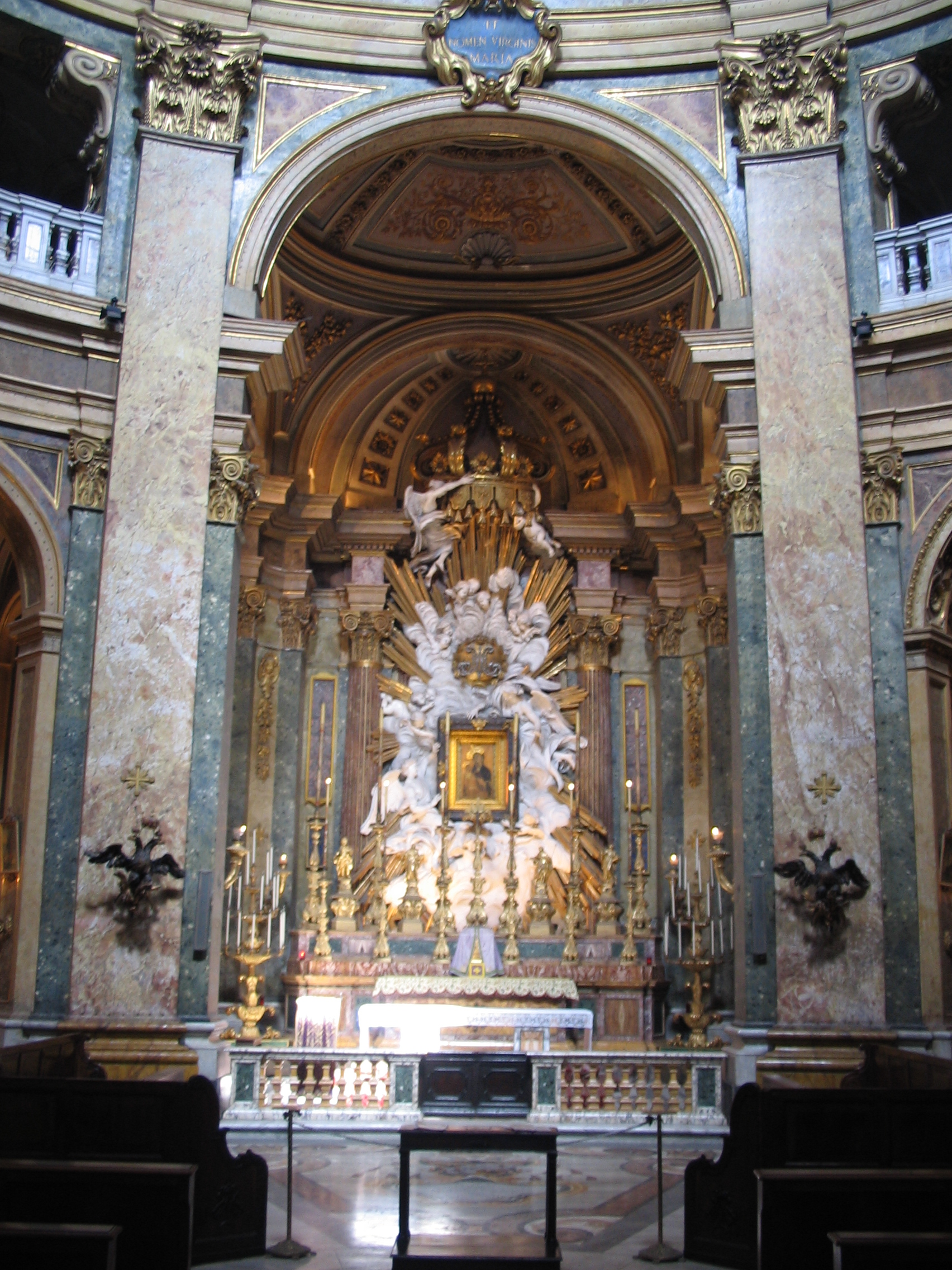
Altar-mor e o ícone milagroso.